# Jekatierina Bułatowa
Jekaterina Bułatowa z d. Starikowa (ros. Екатерина Булатова; ur. 26 marca 1985 w Czajkowskim) – rosyjska siatkarka, grająca na pozycji przyjmującej. Od stycznia 2018 roku zawodniczka Wisły Warszawa.

## Sukcesy klubowe
Mistrzostwo Kazachstanu:
- 2017

Mistrzostwo I ligi:
- 2018